# Rick Weitzman
Richard L. « Rick » Weitzman, né le 30 avril 1946 est un ancien joueur américain de basket-ball. Il évolue durant sa carrière au poste de meneur.

## Palmarès
- Champion NBA en 1968 avec les Celtics de Boston